# 秃尾河
秃尾河，位于中华人民共和国陕西省北部的一条河流，为黄河右岸支流，上游也称宫泊沟，发源于神木市锦界镇河湾村西北的宫泊海子，自西北向东南，流经锦界镇、高家堡镇，过高家堡镇马家滩村后成为神木市与榆林市榆阳区、佳县之间的界河，于佳县朱家坬镇武家峁村以东的河口岔汇入黄河。河长140千米，流域面积3294平方千米，河道平均比降3.78‰。年均径流量4.14亿立方米，年均输沙量2803万吨。流域地处黄土高原北部，流经毛乌素沙地，因源出沙漠地区，支流少，固有“秃尾”之名。